# Litsea auriculata
Litsea auriculata S.S. Chien & W.C. Cheng – gatunek rośliny z rodziny wawrzynowatych (Lauraceae Juss.). Występuje naturalnie w południowo-wschodnich Chinach – w południowej części Anhui oraz w Zhejiang. 

## Morfologia
PokrójZimozielone drzewo dorastające do 10–20 m wysokości. Gałęzie są nagie.
LiścieNaprzemianległe. Mają kształt od eliptycznego do odwrotnie jajowatego. Mierzą 9,5–23 cm długości oraz 5,5–13,5 cm szerokości. Są owłosione od spodu. Nasada liścia jest zaokrąglona. Blaszka liściowa jest o tępym wierzchołku. Ogonek liściowy jest nagi i dorasta do 3–8 mm długości.
KwiatySą niepozorne, jednopłciowe, zebrane po 6–8 w baldachy, rozwijają się w kątach pędów. Okwiat jest zbudowany z 6–8 listków o odwrotnie jajowatym kształcie i żółtej barwie. Kwiaty męskie mają 9 pręcików.
OwoceMają jajowaty kształt, osiągają 13–17 mm długości i 11–13 mm szerokości, mają czarną barwę.

## Biologia i ekologia
Roślina dwupienna. Rośnie w lasach mieszanych. Występuje na wysokości od 500 do 1000 m n.p.m. Kwitnie od marca do kwietnia, natomiast owoce dojrzewają od lipca do sierpnia. 

## Zastosowanie
Drewno tego gatunku jest ciężkie i ma żółtą barwę – jest wykorzystywane w ebenistyce. Owoce i korzenie są używane jako środki owadobójcze – są wykorzystywane w tradycyjnych preparatach.